# Isola Sant'Antonio
Isola Sant'Antonio es una localidad y comune italiana de la provincia de Alessandria, región de Piamonte, con 778 habitantes.

## Evolución demográfica
| Gráfica de evolución demográfica de Isola Sant'Antonio entre 1861 y 2011 |
|                                                                          |
| Fuente ISTAT - elaboración gráfica de Wikipedia                          |